# داروگ
«داروگ» از مشهورترین اشعار نیما یوشیج است. این شعر در دو بند و ده سطر سروده شده‌است.

خشک آمد کشتگاه من

در جوار کشت همسایه.

گرچه می‌گویند: «می‌گریند روی ساحل نزدیک

سوگواران در میان سوگواران.»

قاصد روزان ابری، داروگ! کی می‌رسد باران؟
بر بساطی که بساطی نیست

در درون کومهٔ تاریک من که ذره‌ای با آن نشاطی نیست

و جدار دنده‌های نی به دیوار اتاقم دارد از خشکیش می‌ترکد

-چون دل یاران که در هجران یاران-

قاصد روزان ابری، داروگ! کی می‌رسد باران؟ 

## زمینه
نیما یوشیج (۱۲۷۶–۱۳۳۸) شاعر معاصر ایرانی و بنیان‌گذار شعر نوی فارسی است. او با شعر «افسانه» (۱۳۰۱) نوعی جهان‌بینی نو را به ادبیات فارسی و حتی فرهنگ ایرانی وارد ساخت که تا پیش از آن سابقه نداشت. با این حال، عملاً با شعر «ققنوس» (۱۳۱۶)، شعر نوی فارسی متولد شد، زیرا اولین بار در این شعر، مدلولی جدید با دالی جدید پیوند خورد و پدیده‌ای نو شکل گرفت. نیما نخستین آثار خود را در اواخر دوران مشروطه و سال‌های آغازین حکومت رضاشاه سرود یا منتشر کرد. از سال ۱۳۰۶ تا ۱۳۱۵ هیچ شعری از او منتشر نشد تا اینکه در سال ۱۳۱۶ سرایش و چاپ آثارش را از سر گرفت و شعر مهم «ققنوس» را خلق کرد. از ۱۳۱۶ تا ۱۳۲۷، نیما انواع قالب‌های شعری را آزمود. او در دورهٔ پایانی عمرش، یعنی از ۱۳۲۸ تا ۱۳۳۷، عمدتاً به سرایش و چاپ اشعار آزاد یا نیمایی پرداخت.

## بازآفرینی
محمد رضا شجریان داروگ را در آلبوم بت چین اجرا کرده‌است.
«داروگ» همچنین یکی از قطعات آلبوم ری‌را از سهیل نفیسی است.
احمد شاملو هم این شعر را در آلبوم شعرهای نیما دکلمه کرده‌است.